# Eta
Eta (grekiska ήτα éta) (versal: Η, gemen: η) är den sjunde bokstaven i det grekiska alfabetet men var ursprungligen den åttonde, och hade därför i det joniska talbeteckningssystemet siffervärdet 8. Dess ljudvärde var ursprungligen ett långt aspirerat e, heː, eller bara [h]. När alfabetet standardiserades i Grekland i början av 400-talet f.Kr. så hade det där förändrats mer åt ett öppnare [ɛː], men i kolonierna på Sicilien och i Italien fortsatte bokstaven att användas för h-ljudet, vilket ledde till att eta i det latinska alfabetet motsvaras av H, h. I modern grekiska har ljudvärdet förändrats till [i].

## Användning inom olika vetenskaper
Eta (gement η) används inom mikroekonomi som en beteckning för inkomstelasticitet. 
Inom elektromekanik och termodynamik betecknar verkningsgrad: :{\displaystyle \eta ={\frac {P_{2}}{P_{1}}}} där P1 är den tillförda energin, P2 den nyttjade energin, och η verkningsgraden i procent.

## Unicode
|   | decimalt | hexadecimalt | HTML  |
| - | -------- | ------------ | ----- |
| η | 951      | 3B7          | &eta; |
| Η | 919      | 397          | &Eta; |